# Citroën Rosalie
Der Citroën Rosalie war ursprünglich ein leichtes Rennfahrzeug, das mehrere Erfolge auf dem Autodrome de Linas-Montlhéry einfahren konnte. Daraus sind die Pkw-Typen Rosalie 8 CV, 10 CV und 15 CV entstanden, also Fahrzeuge unterschiedlicher Größenordnungen oder Klassen. Die Autos wurden zwischen 1932 und 1938 gebaut. Es gab nicht nur verschiedene Radstände und Baugrößen, sondern auch verschiedenste Aufbauten, vom eleganten Cabriolet bis zum Lieferwagen.

## Geschichte
Der Citroën Rosalie löste die Modelle C 4 und C 6 ab. Die Rosalies waren mit unterschiedlichen Aufbauten und Innenausstattungen lieferbar, vom offenen Zweisitzer über Limousinen bis zum Lieferwagen mit Kasten- oder Pritschenaufbau. Durch die Fließbandproduktion waren die Fahrzeuge preiswert.
1934 wurde die verbesserte Rosalie NH vorgestellt, wobei NH (franz. = nouvel habillage) so viel wie Facelift bedeutet. Hauptmerkmal der NH-Modelle war die neue unabhängige Vorderradaufhängung an doppelten Dreieckslenkern. Bei allen Rosalies war der Motor elastisch gelagert, was den Fahrkomfort steigerte.
Nachfolger der Rosalie war der Traction Avant. Für die Lieferwagen auf Rosalie-Basis wurden auch Dieselmotoren angeboten.
Wie die Vorgängermodelle der Typen B14, C4 und C6 wurden zwischen 1932 und 1934 auch Rosalies in der Ausführung Ganz Deutsch im deutschen Citroën-Produktionswerk in Köln-Poll gefertigt, wo ab 1934 auch 1.823 Modelle des Nachfolgetyps Traction Avant montiert wurden.

## Modellvarianten

### 8 CV
Der 8 CV war das kleinste Fahrzeug der Rosalie-Serie. Er hatte einen Vierzylinder-Motor mit 1452 cm³ Hubraum und 32 PS. Die Kraftübertragung erfolgte über ein Dreiganggetriebe auf die Hinterräder, die Höchstgeschwindigkeit wurde mit 90 km/h angegeben. Der 8 CV NH Légère, der 1934 gebaut wurde, hatte 36 PS.

### 10 CV
Der 10 CV war mit 4,57 m Länge 30 Zentimeter länger als der 8 CV und mit einem Vierzylinder-Motor mit 1767 cm³ Hubraum und 36 PS ausgerüstet. Die weitere Technik entsprach dem 8 CV. Für den 10 CV standen mehrere Karosserie-Varianten zur Verfügung sowie die leichtere Ausführung Rosalie 10 CV Légère.

### 15 CV

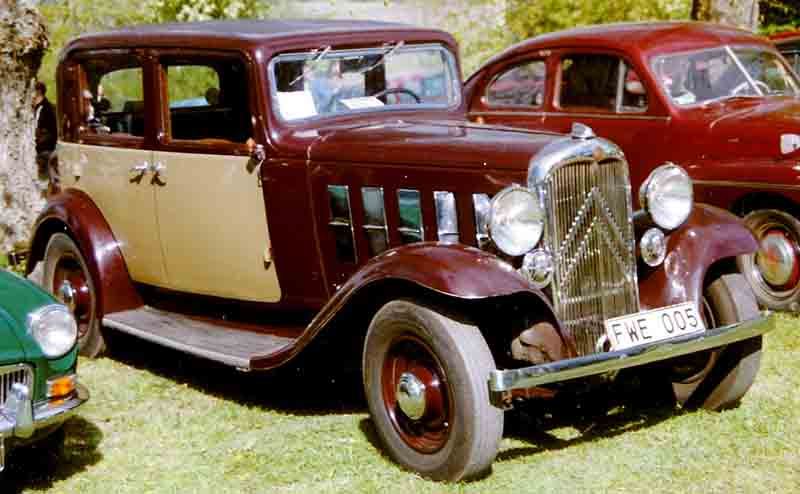
Citroën Rosalie 15 CV AL 1933

In der 15 CV-Ausführung hatte der Rosalie einen Sechszylinder-Motor mit 2650 cm³ Hubraum und 56 PS. Wegen des größeren Motors musste der Vorderwagen um 15 Zentimeter verlängert werden. Auch dieser Wagen war mit verschiedenen Karosserien und Ausstattungen lieferbar, ebenso gab es auch eine Légère-Version, die es auf eine Höchstgeschwindigkeit von 120 km/h brachte.
Der 15 CV wurde von der österreichischen Automobilfirma Gräf & Stift in Lizenz als Type MF 6 gebaut.

## Einstufung im französischen Steuer- und Versicherungssystem
Neben den oben aufgelisteten drei offiziellen Modellen/Motoren wurden in der Schlussphase aus dem neueren Traction Avant auch die Motoren mit 7 CV und 11 CV verbaut. Die Modelle hießen dann 7 Mi und 11 Mi.